# Муньос, Фернандо
Фернандо Муньос Гарсия (исп. Fernando Muñoz García; 30 октября 1967, Севилья), также известный как Нандо (исп. Nando) — испанский футболист.
Трёхкратный чемпион Испании в составах испанских клубов «Барселона» и «Реал Мадрид».

## Карьера
Начав карьеру в родном городе Севилья, Нандо дебютировал в Ла Лиге 22 февраля 1987 года в матче против «Атлетик Бильбао».
В 1990 году перешёл в «Барселону» и в 1992 году в составе команды играл в Финале Кубка европейских чемпионов.
В 1992 году Нандо возвращается в «Севилью», но Реал Мадрид сразу же покупает его, где он будет до 1996 года.
В 1996 году он переходит в «Эспаньол», за который он забивает свои единственные два гола. В 2001 году Нандо завершает свою профессиональную карьеру в этой команде.

## Достижения
«Барселона»
- Кубок европейских чемпионов: 1991/92
- Чемпион Испании: 1990/91, 1991/92
- Суперкубок Испании по футболу: 1992

Реал Мадрид"
- Чемпион Испании: 1994/95
- Кубок Испании: 1992/93
- Суперкубок Испании по футболу: 1993

«Эспаньол»
- Кубок Испании: 1999/00